# 61 Діви
61 Діви (61 Vir) — позначення Флемстида для зорі головної послідовності спектрального класу G (G7V), дещо меншої маси ніж Сонце (G2V), розташованої у 27,9 світлового року від Землі у сузір'ї Діви. Характеристики цієї зорі дуже схожі на Сонце.
61 Діви є першою добре підтвердженою зорею головної послідовності, схожою на Сонце, довкола якої виявлена потенційна надземля, хоча COROT-7 (майже помаранчевий карлик) ймовірно є першою, але поки що непідтвердженою.

## Характеристики
61 Діви є жовтим карликом спектрального класу G7 V та п'ятою видимої зоряної величини. Тому її ще можна побачити неозброєним оком на південний схід від яскравої Спіки у зодіакальному сузір'ї Діви. Позначення 61 Діви походить з зоряного каталогу англійського астронома Джона Флемстида, що був частиною його «Historia Coelestis Britannica». Звіт 1835 року про працю Флемстида англійського астронома Френсіса Бейлі зазначав, що зоря мала власний рух. Це зробило її цікавою для досліджень паралакса і до 1950 року було отримане середнє річне значення 0,006″. Сучасний результат, отриманий з даних супутника Гіппаркос, дає паралакс у 116,89 mas, що відповідає відстані у 27,9 св. р. від Землі.
За фізичними якостями зоря схожа на Сонце, маючи бл. 95 % маси Сонця, 98 % радіуса та 85 % світності. Розподіл елементів також схожий на Сонце — металічність 61 Діви оцінюється у 95 % сонячної. Зоря є, однак, старшою за Сонце (6,1—6,6 млрд років) та обертається з невисокою проєкційною обертальною швидкістю 4 км/с на екваторі. У середньому в зоряній хромосфері рівень активності невеликий і вона є кандидатом на перебування у стані мінімуму Маундера. Але у 1988 році підозрювалось, що 61 Діви є змінною, крім того, спостерігався спалах активності між юліанськими днями 54 800 (29 листопада 2008 р.) та 55 220 (23 січня 2010 р.).
Компоненти космічної швидкості цієї зорі становлять U = −37,9, V = −35,3 та W = −24,7 км/с. 61 Діви обертається галактикою Чумацький Шлях на відстані 6,9 кілопарсека від її ядра з ексцентриситетом 0,15. Вона вважається членом населення галактичного диска.

## Планетарна система
Екліптика системи 61 Діви, як визначено з її газопилового диска, нахилена до Сонячної системи під кутом 77°, а сама зоря ймовірно має нахил 72°.
Дослідження 1988 року припускало, що 61 Діви є «ймовірно, змінною», але її компаньйонів тоді не було знайдено. Пізніше дослідження протягом наступних 11 років також не виявило жодного компаньйона аж до маси Юпітера та  до відстані в 3 а. о.

Система 61 Діви

14 грудня 2009 року науковці оголосили про відкриття трьох екзопланет з масами між 5 та 25 мас Землі на орбіті довкола 61 Діви. Усі три планети обертаються дуже близько до зорі; якщо порівняти із Сонячною системою, усі три ближче ніж орбіта Венери. Найвіддаленіша з них, d, ще не підтверджена даними HARPS.
Дослідження за допомогою космічного телескопа Спітцер виявило надлишок інфрачервоного випромінення на довжині хвилі 160 мкм, що вказувало на наявність уламкового дику довкола зорі. Його було розпізнано на довжині хвилі 70 мкм. Спочатку вважалось, що він розташований між 96 а. о. та 195 а. о. від зорі; зараз його кордони обмежені 30—100 а. о. Загальна маса диска оцінюється у 5 × 10−5 мас Землі.
Європейське космічне агентство 27 листопада 2012 року повідомило, що уламковий диск (як і у Глізе 581) має «принаймні у 10 разів більше» комет, ніж Сонячна система.
Станом на 2012 рік, були виключені  «планети, масивніші за Сатурн на орбіті менше 6 а. о.», а пізніше Європейське космічне агентство виключило і планети маси Сатурна за межами цього радіуса.
Потрібні додаткові дані для підтвердження можливості додаткових планет менше Сатурна на відстанях від 0,5 (або 0,3) до 30 а. о. від зорі. Оскільки сучасна технологія не дозволяє виявити планету земної маси у «зеленій зоні» зорі, її існування залишається можливим.
| Планета (по порядку віддалення від зорі) | Маса          | Радіус | Велика піввісь (а.о.) | Орбітальний період (діб) | Нахил орбіти (°) | Ексцентриситет орбіти | Кіл-ть супутників |
| ---------------------------------------- | ------------- | ------ | --------------------- | ------------------------ | ---------------- | --------------------- | ----------------- |
| b                                        | 5,3 ± 0,5 M⊕  | ?      | 0,050201 ± 0,000005   | 4,2150 ± 0,0006          | ?                | 0,12 ± 0,11           | ?                 |
| c                                        | 18,8 ± 1,1 M⊕ | ?      | 0,2175 ± 0,0001       | 38,021 ± 0,034           | ?                | 0,14 ± 0,06           | ?                 |
| d (гіпотетична)                          | 23,7 ± 2,7 M⊕ | ?      | 0,476 ± 0,001         | 123,01 ± 0,55            | ?                | 0,35 ± 0,09           | ?                 |
| Уламковий диск                           | 5 × 10−5 M⊕   | ?      | ?                     | ?                        | ?                | ?                     | ?                 |

## Вид від 61 Діви
З системи 61 Діви Сонце ледве видиме як тьмяна зоря поруч зі значно яскравішим Сіріусом. Арктур (зоряною величиною −1,01) є найяскравішою зорею на нічному небі системи.